# Heinrich Wilhelm Brutzer
Heinrich Wilhelm Brutzer (* 2. November 1795 in Riga; † 5. Juni 1872 in Cannstatt) war als gebürtiger Livländer einen Großteil seines Lebens als Handelslehrer im Dienste Württembergs tätig. In Anerkennung seiner Leistungen erhielt er mit 73 Jahren vom württembergischen König das Ritterkreuz verliehen.

## Leben
Heinrich Brutzer wuchs als Deutsch-Balte im russischen Livland, einem heutigen Teil Lettlands, auf und war der zweite Sohn des Kaufmanns Christian Eberhard Brutzer (vermutlich 1756–1808). Er begann 1812 im Handlungshaus des dänischen Konsuls in Riga im Leinsaathandel zu arbeiten und blieb dort 12 Jahre. 
1824 entschloss sich Heinrich Brutzer zu einer beruflichen Veränderung und studierte in Tübingen zwei Semester Theologie, dann Philosophie und Geschichte der Naturwissenschaften. Dort lernte er den Studenten Ludwig Bauer (1803–1846) kennen, der ihn in den Freundeskreis des Kommilitonen Eduard Mörike (1804–1875) einführte. Im Oktober 1826 schrieb sich Brutzer für ein Semester in Berlin im Studienfach Philosophie ein und ging Ende März 1827 zurück nach Riga. 
Im Herbst 1831 wurde ihm von seinem ebenfalls aus Riga stammenden Freund Albert Hollander (1796–1868) eine Stelle an dessen Internatsgymnasium in Birkenruh (Bērzaine) bei Wenden (Livland) angeboten. Brutzer unterrichtete dort neuere Sprachen, Geschichte, Geographie und Arithmetik.
Im Sommer 1832 wechselte er dann auf Ersuchen seines Studienfreundes Ludwig Bauer als Französisch- und Englischlehrer an die Erziehungs- und Unterrichtsanstalt von Friedrich Wilhelm Klumpp (1790–1868) im schwäbischen Stetten (Remstal). Im Frühjahr 1835 verließ Brutzer jedoch aus Protest gegen zwei neue Kollegen die Schule wieder und wurde im Dienste Württembergs Dolmetscher für Russisch. Später war Brutzer Privatlehrer in Calw. 
Mit der Reorganisation der Stuttgarter Gewerbeschule im Frühjahr 1838 kam der Wunsch nach einem „Unterricht in den für den gebildeten Kaufmann erforderlichen Kenntnissen“ auf. Brutzer hatte wahrscheinlich über den Mörike-Freundeskreis davon erfahren und Kontakt zu Studiendirektor Prälat von Flatt (1772–1843) aufgenommen, der in dieser Sache die Verhandlungen führte. Daraufhin wurde Heinrich Brutzer, zunächst nur provisorisch und mit einem Nebenlehrergehalt, am 2. November 1838 mit der Lehrstelle für spezielle Handelsfächer im zweiten von insgesamt vier Jahreskursen betraut. Der Fächerkanon umfasste Handels- und Wirtschaftsrecht nebst Wechsellehre, kaufmännische Buchführung, Handelslehre und Korrespondenz in deutscher, englischer und französischer Sprache, kaufmännische Warenkunde und kaufmännische Arithmetik mit Münz-, Maß- und Gewichtskunde. Zusätzlich gab Brutzer morgens noch Privatstunden für Handelslehrlinge. 
Trotz geringer Schülerzahlen kamen nie Zweifel an Brutzers Eignung als Lehrer auf. Vielmehr wurde die geringe Frequenz der Tatsache zugeschrieben, dass die Väter die Schule häufig nur als eine Zwischenbeschäftigung ihrer Söhne bis zur Aufnahme in ein Comptoir ansahen. Mehrfach regte Brutzer Veränderungen an, wobei ein zentrales Thema die Trennung der Ausbildung von Handelslehrlingen und Handelsschülern war. Zwischenzeitlich wurde an der Stuttgarter Gewerbeschule an eine eigenständige Abteilung für kaufmännischen Unterricht gedacht. Diese kam jedoch nie zustande, stattdessen wurde die Gewerbeschule am 2. Jänner 1840 in Polytechnische Schule umbenannt und Schülern ab 14 Jahren wurde nun in vier Berufsgruppen – darunter die der Handlung sich widmenden Kaufleute und Buchhändler – eine vierjährige Ausbildung angeboten. Im Zuge dieser Veränderung wurden dann die Handelsfächer um die Themen Handelsgeschichte und Handelsgeographie erweitert, wobei der spezifisch kaufmännische Unterricht im Wesentlichen auf den zweiten Jahreskurs beschränkt blieb; lediglich im letzten Kurs gab es noch eine Vorlesung über Nationalökonomie. Im Juni 1840 erhielt Brutzer seine Anstellung mit entsprechender Gehaltsanpassung. Er blieb weiterhin Nebenlehrer jedoch durfte er den Titel Professor führen.
Im März 1845 fand die nächste organisatorische Veränderung an der Polytechnischen Schule Stuttgart statt. Jetzt wurde der erste Jahreskurs an die Realschule verlegt, die im Zuge dessen zur Oberrealschule aufstockt wurde. An dieser Oberrealschule gab es ab September 1845 dann zwei Klassen, einen Vorbereitungskurs für die polytechnische Schule und eine Gewerbeklasse, die Rücksicht auf das Berufs- und Erwerbsleben nahm und 6 freiwillige Wochenstunden in Handelswissenschaften anbot. Diesen Unterricht, übernahm Brutzer zusätzlich zu seinem Unterricht an der Polytechnischen Schule. Darüber hinaus bot er sich ab Ende Dezember 1845 freiwillig als Bibliothekar an, einer Tätigkeit, der er mit Leidenschaft und großem Arbeitsaufwand nachging.
Nachdem 1849 die Gewerbeklasse an der Oberrealschule bereits in die zwei Abteilungen „Militär, Forstleute und Techniker“ und „Kaufleute“ aufgespalten wurde, erfolgte im Oktober 1854 dann die von Brutzer schon lange geforderte Einführung einer kaufmännischen Fortbildungsschule. Hier erhielten kaufmännische Lehrlinge Unterrichtsstunden in den Fächern Kaufmännisches Rechnen, Buchführung, deutsche Aufsätze für Kaufleute, Französisch für Kaufleute, Englisch für Kaufleute und englische und französische Korrespondenz für Kaufleute und der Unterricht fand, angepasst an die Arbeitszeiten der Lehrlinge, in den frühen Morgen- und späten Abendstunden statt. Brutzer übernahm den Unterricht an der Kaufmännischen Fachschule und verzichtete dafür auf den Unterricht an der Oberrealschule, der sich von nun an auf drei Stunden kaufmännisches Rechnen reduzierte.
Nach fast 24 Jahre an der Polytechnischen Schule Stuttgart bzw. ihrer Vorgängereinrichtung der Gewerbeschule wurde Brutzers Stelle im April 1862 endlich zu einer Hauptlehrstelle aufgewertet. Sieben Jahre später erkrankte Brutzer und bat im Herbst 1869, mit 73 Jahren, auf Grund seines Alters und seiner leidenden Gesundheit um die Versetzung in den Ruhestand. Die Handelsklasse wurde daraufhin aufgelöst und Brutzers Hauptlehrstelle für Handelsfächer in eine Stelle für Literaturwissenschaften umgewandelt. Brutzer wurde am 30. September 1869 pensioniert und erhielt vom württembergischen König in Anerkennung seiner Leistung das Ritterkreuz des Friedrichs-Ordens verliehen. Nach zweieinhalb Jahren im Ruhestand verstarb er am 5. Juni 1872 in Cannstatt bei Stuttgart.

## Werke
Veröffentlichungen in der Reihe Bibliothek der gesamten Handelswissenschaften:
- Allgemeine Handelscorrespondenz in sechs Sprachen, Stuttgart 1861
- Spezielle Handelscorrespondenz in sechs Sprachen, Stuttgart 1863
- Wörterbuch der Handels- und Geschäftssprache, Stuttgart 1867

Veröffentlichungen als Mitherausgeber:
- Ludwig Bauers Schriften. Nach seinem Tode in einer Auswahl herausgegeben von seinen Freunden, Stuttgart 1847.